# Premio Eisner
Los Premios Eisner, o Premio de la Industria del Cómic Will Eisner (en inglés: Will Eisner Comics Industry Award), es un reconocido premio de la industria del cómic por el logro creativo en dicho campo en Estados Unidos. Su nombre es un homenaje al autor Will Eisner, que era un participante regular en la ceremonia hasta su muerte en 2005. Las nominaciones en cada categoría son propuestas por un grupo de cinco miembros y después son votadas por profesionales del cómic.

Los ganadores se revelan durante la Convención Internacional de Cómics de San Diego (California), la más importante del sector en Estados Unidos, donde se realiza la entrega de premios. Con frecuencia se considera a los Premios Eisner como el equivalente a los Premios Óscar de la industria del cómic. Los Premios Eisner fueron creados en respuesta a la interrupción de los Premio Kirby después de 1987, y Jackie Estrada ha sido la administradora del premio desde 1990.

## Personas

### Mejor Escritor
| Año  | Escritor/a           | Cómic | Editorial                          | Ref.   |
| ---- | -------------------- | --- | ---------------------------------- | ------ |
| 1988 | Alan Moore           | Watchmen | DC Comics                          | [ 3 ]  |
| 1989 | Alan Moore           | Batman: The Killing Joke | DC Comics                          |        |
| 1990 | No se otorgó premio  | No se otorgó premio | No se otorgó premio                | [ 4 ]  |
| 1991 | Neil Gaiman          | The Sandman | DC Comics                          | [ 4 ]  |
| 1992 | Neil Gaiman          | Sandman, The Books of Magic, Miracleman | DC; Eclipse                        | [ 4 ]  |
| 1993 | Neil Gaiman          | Sandman; Miracle Man | DC; Eclipse                        | [ 4 ]  |
| 1994 | Neil Gaiman          | Sandman; Death: The High Cost of Living | DC/Vertigo                         | [ 4 ]  |
| 1995 | Alan Moore           | From Hell | Kitchen Sink                       | [ 4 ]  |
| 1996 | Alan Moore           | From Hell | Kitchen Sink                       | [ 4 ]  |
| 1997 | Alan Moore           | From Hell; Supreme | Kitchen Sink; Maximun Press        | [ 4 ]  |
| 1998 | Garth Ennis          | Hitman ; Preacher; Unknown Soldier; Blood Mary: Lady Liberty | DC; DC/Vertigo; DC / Helix         | [ 4 ]  |
| 1999 | Kurt Busiek          | Kurt Busiek's Astro City ; Avengers | Homage/WildStorm/Image; Marvel     | [ 4 ]  |
| 2000 | Alan Moore           | The League of Extraordinary Gentlemen, Promethea, Tom Strong, Tomorrow Stories, Top Ten                                                                                    | ABC                                | [ 5 ]  |
| 2001 | Alan Moore           | The League of Extraordinary Gentlemen, Promethea, Tom Strong, Tomorrow Stories, Top Ten                                                                                    | ABC                                | [ 5 ]  |
| 2002 | Brian Michael Bendis | Powers; Alias, Daredevil, Ultimate Spider-Man | Image; Marvel                      | [ 5 ]  |
| 2003 | Brian Michael Bendis | Powers; Alias, Daredevil, Ultimate Spider-Man | Image; Marvel                      | [ 5 ]  |
| 2004 | Alan Moore,          | The League of Extraordinary Gentlemen, Promethea, Smax, Tom Strong, Tom Strong's Terrific Tales                                                                            | ABC                                | [ 5 ]  |
| 2005 | Brian K. Vaughan     | Y: The Last Man; Ex Machina; Runaways, Ultimate X-Men | Vertigo/DC; WildStorm/DC; Marvel   | [ 5 ]  |
| 2006 | Alan Moore           | Promethea; Top Ten: The Forty-Niners | ABC                                | [ 6 ]  |
| 2007 | Ed Brubaker          | Capitán América, Daredevil; Criminal | Marvel; Marvel Icon                | [ 7 ]  |
| 2008 | Ed Brubaker          | Captain America; Criminal; Daredevil; Immortal Iron Fist | Marvel                             | [ 8 ]  |
| 2009 | Bill Willingham      | Fables, House of Mystery | Vertigo/DC                         | [ 9 ]  |
| 2010 | Ed Brubacker         | Captain America; Daredevil; Marvels Project; Criminal; Incognito | Marvel; Marvel Icon                | [ 10 ] |
| 2011 | Joe Hill             | Locke & Key | IDW                                | [ 10 ] |
| 2012 | Mark Waid            | Irredeemable; Incorruptible; Daredevil | BOOM!; (Marvel)                    | [ 10 ] |
| 2013 | Brian K. Vaughan     | Saga | Image                              | [ 10 ] |
| 2014 | Brian K. Vaughan     | Saga | Image                              | [ 10 ] |
| 2015 | Gene Luen Yang       | Avatar: The Last Airbender; The Shadow Hero | Dark Horse; First Second           | [ 10 ] |
| 2016 | Jason Aaron          | Southern Bastards; Men of Wrath, Dr. Strange, Star Wars, Thor | Image; Marvel                      | [ 11 ] |
| 2017 | Brian K. Vaughan     | Paper Girls, Saga | Image                              | [ 10 ] |
| 2018 | Tom King             | Batman, Batman Annual #2, Batman/Elmer Fudd Special #1, Mister Miracle | DC                                 | [ 10 ] |
| 2018 | Marjorie Liu         | Monstress | Image                              | [ 10 ] |
| 2019 | Tom King             | Batman, Mister Miracle, Heroes in Crisis, Swamp Thing Winter Special | DC                                 | [ 12 ] |
| 2020 | Mariko Tamaki        | Harley Quinn: Breaking Glass; Laura Dean Keeps Breaking Up with Me; Archie                                                                                                 | DC; First Second/Macmillan; Archie | [ 13 ] |
| 2021 | James Tynion IV      | Something Is Killing the Children, Wynd, Batman, The Department of Truth, Razorblades                                                                                      | Boom!; DC, Image, Tiny Onion       | [ 14 ] |
| 2022 | James Tynion IV      | House of Slaughter, Something Is Killing the Children, Wynd; The Nice House on the Lake, The Joker, Batman, DC Pride 2021; The Department of Truth; Blue Book, Razorblades | Boom!; DC, Image, Tiny Onion       | [ 15 ] |
| 2023 | James Tynion IV      | House of Slaughter, Something Is Killing the Children, Wynd; The Nice House on the Lake, The Sandman Universe: Nightmare Country, The Closet, The Department of Truth      | Boom!; DC, Image                   |        |

### Mejor Escritor / Artista
| Año  | Escritor/Artista           | Cómic                                                                              | Editorial           | Ref.   |
| ---- | -------------------------- | ---------------------------------------------------------------------------------- | ------------------- | ------ |
| 1988 | Alan Moore y Dave Gibbons  | Watchmen                                                                           | DC                  |        |
| 1989 | Paul Chadwick              | Concrete                                                                           | Dark Horse          |        |
| 1990 | No se otorgó premio        | No se otorgó premio                                                                | No se otorgó premio | [ 4 ]  |
| 1991 | Frank Miller y Geof Darrow | Hard Boiled                                                                        | Dark Horse          | [ 4 ]  |
| 1992 | Peter David y Dale Keown   | The Incredible Hulk                                                                | Marvel              | [ 4 ]  |
| 1993 | Frank Miller               | Sin City; Dark Horse Presents                                                      | Dark Horse          | [ 4 ]  |
| 1993 | Mike Baron y Steve Rude    | Nexus: The Origin                                                                  | Dark Horse          | [ 4 ]  |
| 1994 | Jeff Smith                 | Bone                                                                               | Cartoon Books       | [ 4 ]  |
| 1995 | Mike Mignola               | Hellboy: Seeds of Destruction                                                      | Dark Horse/Legend   | [ 4 ]  |
| 1996 | David Lapham               | Stray Bullets                                                                      | El Capitán          | [ 4 ]  |
| 1997 | Mike Mignola               | Hellboy: Wake the Devil                                                            | Dark Horse/Legend   | [ 4 ]  |
| 1998 | Mike Mignola               | Hellboy: Almost Colossus; Hellboy Christmas Special; Hellboy Jr. Halloween Special | Dark Horse          | [ 4 ]  |
| 1999 | Frank Miller               | 300                                                                                | Dark Horse          | [ 4 ]  |
| 2000 | Daniel Clowes              | Eightball                                                                          | Fantagraphics       | [ 5 ]  |
| 2001 | Eric Shanower              | Age of Bronze                                                                      | Image               | [ 5 ]  |
| 2002 | Daniel Clowes              | Eightball                                                                          | Fantagraphics       | [ 5 ]  |
| 2003 | Eric Shanower              | Age of Bronze                                                                      | Image               | [ 5 ]  |
| 2004 | Craig Thompson             | Blankets                                                                           | Top Shelf           | [ 5 ]  |
| 2005 | Paul Chadwick              | Concrete: The Human Dilemma                                                        | Dark Horse          | [ 5 ]  |
| 2006 | Geof Darrow                | Shaolin Cowboy                                                                     | Burlyman            | [ 5 ]  |
| 2007 | Paul Pope                  | Batman: Year 100                                                                   | DC                  | [ 5 ]  |
| 2008 | Chris Ware                 | Acme Novelty Library #18                                                           | Acme Novelty        | [ 5 ]  |
| 2009 | Chris Ware                 | Acme Novelty Library                                                               | Acme                | [ 5 ]  |
| 2010 | David Mazzucchelli         | Asterios Polyp                                                                     | Pantheon            | [ 10 ] |
| 2010 | Joe Sacco                  | Footnotes in Gaza Non-fiction                                                      | Metropolitan/Holt   | [ 10 ] |
| 2011 | Darwyn Cooke               | Richard Stark’s Parker: The Outfit                                                 | ITW                 | [ 10 ] |
| 2012 | Craig Thompson             | Habibi                                                                             | Pantheon            | [ 10 ] |
| 2013 | Chris Ware                 | Building Stories                                                                   | Pantheon            | [ 10 ] |
| 2014 | Jaime Hernández            | Love and Rockets New Stories #6                                                    | Fantagraphics       | [ 10 ] |
| 2015 | Raina Telgemeier           | Sisters                                                                            | Graphix/Scholastic  | [ 10 ] |
| 2016 | Bill Griffith              | Invisible Ink: My Mother’s Secret Love Affair with a Famous Cartoonist             | Fantagraphics       | [ 11 ] |
| 2017 | Sonny Liew                 | The Art of Charlie Chan Hock Chye                                                  | Pantheon            | [ 10 ] |
| 2018 | Emil Ferris                | My Favorite Thing Is Monsters                                                      | Fantagraphics       | [ 10 ] |
| 2019 | Jen Wang                   | The Prince and the Dressmaker                                                      | First Second        | [ 12 ] |
| 2020 | Raina Telgemeier           | Guts                                                                               | Scholastic Graphix  | [ 13 ] |
| 2021 | Junji Ito                  | Remina, Venus in the Blind Spot                                                    | VIZ Media           | [ 14 ] |
| 2022 | Barry Windsor-Smith        | Monsters                                                                           | Fantagraphics       | [ 15 ] |
| 2023 | Kate Beaton                | Ducks: Two Years in the Oil Sands                                                  | Drawn & Quarterly   |        |

### Mejor Escritor / Artista: Humor
| Año  | Escritor/Artista | Cómic                                                                                   | Editorial                          | Ref.  |
| ---- | ---------------- | --------------------------------------------------------------------------------------- | ---------------------------------- | ----- |
| 1995 | Jeff Smith       | Bone                                                                                    | Cartoon Books                      | [ 4 ] |
| 1996 | Sergio Aragonés  | Groo                                                                                    | Image                              | [ 4 ] |
| 1997 | Don Rosa         | Walt Disney's Comics & Stories; Uncle Scrooge                                           | Gladstone                          | [ 4 ] |
| 1998 | Jeff Smith       | Bone                                                                                    | Cartoon Books                      | [ 4 ] |
| 1999 | Kyle Baker       | You Are Here                                                                            | DC/Vertigo                         | [ 4 ] |
| 2000 | Kyle Baker       | I Die at Midnight; "Letitia Lerner, Superbaby's Babysitter" en Elseworlds 80-Page Giant | DC/Vertigo; DC                     | [ 5 ] |
| 2001 | Tony Millionaire | Maakies; Sock Monkey                                                                    | Fantagraphics; Dark Horse/Maverick | [ 5 ] |
| 2002 | Evan Dorkin      | Dork!                                                                                   | Slave Labor                        | [ 5 ] |
| 2003 | Tony Millionaire | House at Maakies Corner                                                                 | Fantagraphics                      | [ 5 ] |
| 2004 | Kyle Baker       | Plastic Man; The New Baker                                                              | DC; Kyle Baker Publishing          | [ 5 ] |
| 2005 | Kyle Baker       | Plastic Man (DC); Kyle Baker, Cartoonist                                                | DC; Kyle Baker Publishing          | [ 5 ] |
| 2006 | Kyle Baker       | Plastic Man (DC); The Bakers                                                            | DC; Kyle Baker Publishing          | [ 5 ] |
| 2007 | Tony Millionaire | Billy Hazelnuts; Sock Monkey: The Inches Incident                                       | Fantagraphics; Dark Horse          | [ 5 ] |
| 2008 | Eric Powell      | The Goon                                                                                | Dark Horse                         | [ 5 ] |

### Mejor Pintor / Artista Multimedia
| Año  | Pintor/Artista        | Cómic | Editorial                                  | Ref.   |
| ---- | --------------------- | --- | ------------------------------------------ | ------ |
| 1993 | Dave Dorman           | Aliens: Tribes | Dark Horse                                 | [ 4 ]  |
| 1994 | Alex Ross             | Marvels | Marvel                                     | [ 4 ]  |
| 1995 | Jon J. Muth           | Mystery Play | DC/Vertigo                                 | [ 4 ]  |
| 1996 | John Bolton           | Batman: Manbat | (DC)                                       | [ 4 ]  |
| 1997 | Alex Ross             | Kingdom Come | DC                                         | [ 4 ]  |
| 1998 | Alex Ross             | Uncle Sam | DC/Vertigo                                 | [ 4 ]  |
| 1999 | Alex Ross             | Superman: Peace on Earth | DC                                         | [ 4 ]  |
| 2000 | Alex Ross             | Batman: War on Crime | DC                                         | [ 5 ]  |
| 2001 | Jill Thompson         | Scary Godmother | Sirius                                     | [ 5 ]  |
| 2002 | Charles Vess          | Rose | Cartoon Books                              | [ 5 ]  |
| 2003 | George Pratt          | Wolverine: Netsuke | Marvel                                     | [ 5 ]  |
| 2004 | Jill Thompson         | "Stray", en The Dark Horse Book of Hauntings | Dark Horse                                 | [ 5 ]  |
| 2005 | Teddy Kristiansen     | It’s a Bird... | Vertigo/DC                                 | [ 5 ]  |
| 2006 | Ladrönn               | Hip Flask: Mystery City | Active Images                              | [ 5 ]  |
| 2007 | Jill Thompson         | "A Dog and His Boy" en The Dark Horse Book of Monsters; "Love Triangle" en Sexy Chix (Dark Horse); "Fair Division", en Fables: 1001 Nights of Snowfall | Vertigo/DC                                 | [ 5 ]  |
| 2008 | Eric Powell           | The Goon: Chinatown | Dark Horse                                 | [ 5 ]  |
| 2009 | Jill Thompson         | Magic Trixie, Magic Trixie Sleeps Over | HarperCollins Children's Books             | [ 5 ]  |
| 2010 | Jill Thompson         | Beasts of Burden; Magic Trixie and the Dragon | Dark Horse; HarperCollins Children's Books | [ 10 ] |
| 2011 | Juanjo Guarnido       | Blacksad | Dark Horse                                 | [ 10 ] |
| 2013 | Juanjo Guarnido       | Blacksad | Dark Horse                                 | [ 10 ] |
| 2014 | Fiona Staples         | Saga | Image                                      | [ 10 ] |
| 2015 | J. H. Williams III    | The Sandman: Overture | Vertigo/DC                                 | [ 10 ] |
| 2016 | Dustin Nguyen         | Descender | Image                                      | [ 11 ] |
| 2017 | Jill Thompson         | Wonder Woman: The True Amazon, Beasts of Burden: What the Cat Dragged In                                                                               | DC, Dark Horse                             | [ 10 ] |
| 2018 | Sana Takeda           | Monstress | Image                                      | [ 10 ] |
| 2019 | Dustin Nguyen         | Descender | Image                                      | [ 12 ] |
| 2020 | Christian Ward        | Invisible Kingdom | Berger Books/Dark Horse                    | [ 13 ] |
| 2021 | Anand RK/John Pearson | Blue in Green | Image                                      | [ 14 ] |
| 2022 | Sana Takeda           | Monstress | Image                                      | [ 15 ] |
| 2023 | Sana Takeda           | Monstress | Image                                      |        |

### Mejor Dibujante / Pincelador / Entintador
| Año  | Mejor Dibujante/Pincelador/Entintador | Cómic                                                                               | Editorial                          | Notas                                                    | Ref.   |
| ---- | ------------------------------------- | ----------------------------------------------------------------------------------- | ---------------------------------- | -------------------------------------------------------- | ------ |
| 1988 | Steve Rude                            | Nexus                                                                               | First                              |                                                          | [ 16 ] |
| 1989 | Brian Bolland                         | Batman: The Killing Joke                                                            |                                    | DC                                                       | [ 17 ] |
| 1991 | Steve Rude                            | Nexus                                                                               | Dark Horse                         | Mejor artista                                            | [ 4 ]  |
| 1991 | Al Williamson                         |                                                                                     |                                    | Mejor pincelador                                         | [ 4 ]  |
| 1992 | Simon Bisley                          | Batman: Judgement on Gotham                                                         | DC                                 | Mejor artista                                            | [ 4 ]  |
| 1992 | Adam Kubert                           | Batman Versus Predator                                                              | DC y Dark Horse)                   | Mejor entintador                                         | [ 4 ]  |
| 1993 | Steve Rude                            | Nexus: The Origin                                                                   | Dark Horse                         | Mejor pincelador                                         | [ 4 ]  |
| 1993 | Kevin Nowlan                          | Batman: Sword of Azrael                                                             | (DC)                               | Mejor pincelador                                         | [ 4 ]  |
| 1993 | Frank Miller                          | Sin City, Dark Horse Presents                                                       | Dark Horse                         | Mejor pincelador/tintero, publicación en blanco y negro  | [ 4 ]  |
| 1993 | P. Craig Russell                      | Fairy Tales of Oscar Wilde ; Robin 3000; Legends of the Dark Knight: Hothouse (NBM) | DC                                 | Mejor pincelador/tintero, publicación en color           | [ 4 ]  |
| 1994 | P. Craig Russell                      | The Sandman #50                                                                     | DC                                 |                                                          | [ 4 ]  |
| 1995 | Dave Gibbons                          | Martha Washington Goes to War                                                       | Dark Horse                         |                                                          | [ 4 ]  |
| 1996 | Geof Darrow                           | The Big Guy and Rusty the Boy Robot                                                 | Dark Horse/Legend                  |                                                          | [ 4 ]  |
| 1997 | Steve Rude                            | Nexus: Executioner's Song                                                           | Dark Horse                         | Mejor pincelador                                         | [ 4 ]  |
| 1997 | Al Williamson                         | Spider-Man, Untold Tales of Spider-Man #17-18                                       | Marvel                             | Mejor entintador                                         | [ 4 ]  |
| 1997 | Charles Vess                          | Book of Ballads and Sagas; The Sandman #75                                          | Green Man Press; DC/Vertigo        | Mejor pincelador/Tintero o pincelador/Equipo de tinteros | [ 4 ]  |
| 1998 | P. Craig Russell                      | Elric: Stormbringer; Dr. Strange: What Is It That Disturbs You, Stephen?            | Dark Horse/Topps; Marvel           |                                                          | [ 4 ]  |
| 1999 | Tim Sale                              | Superman for All Seasons; Grendel Black, White, and Red #1                          | DC; Dark Horse                     |                                                          | [ 4 ]  |
| 2000 | Kevin Nowlan                          | "Jack B. Quick", Tomorrow Stories                                                   | ABC                                |                                                          | [ 5 ]  |
| 2001 | P. Craig Russell                      | Ring of the Nibelung                                                                | Dark Horse/Maverick                |                                                          | [ 5 ]  |
| 2002 | Eduardo Risso                         | 100 balas                                                                           | DC/Vertigo                         |                                                          | [ 5 ]  |
| 2003 | Kevin O'Neill                         | The League of Extraordinary Gentlemen                                               | ABC                                |                                                          | [ 5 ]  |
| 2004 | John Cassaday                         | Planetary, Planetary/Batman: Night on Earth; Hellboy Weird Tales                    | WildStorm/DC; Dark Horse           |                                                          | [ 5 ]  |
| 2005 | John Cassaday                         | Astonishing X-Men; Planetary; I Am Legion: The Dancing Faun                         | Marvel; WildStorm/DC; Humanoids/DC | Empate                                                   | [ 5 ]  |
| 2005 | Frank Quitely                         | WE3                                                                                 | Vertigo/DC                         | Empate                                                   | [ 5 ]  |
| 2006 | John Cassaday                         | Astonishing X-Men; Planetary                                                        | Marvel; WildStorm/DC               |                                                          | [ 5 ]  |
| 2007 | Mark Buckingham y Steve Leialoha      | Fables                                                                              | Vertigo/DC                         |                                                          | [ 5 ]  |
| 2008 | Pia Guerra y José Marzan, Jr.         | Y: The Last Man                                                                     | Vertigo/DC                         |                                                          | [ 5 ]  |
| 2009 | Guy Davis                             | BPRD                                                                                | Dark Horse                         |                                                          | [ 5 ]  |
| 2010 | J. H. Williams III                    | Detective Comics                                                                    | DC                                 |                                                          | [ 10 ] |
| 2011 | Skottie Young                         | The Marvelous Land of Oz                                                            | Marvel                             |                                                          | [ 10 ] |
| 2012 | Ramón K. Pérez                        | Jim Henson’s Tale of Sand                                                           | Archaia                            |                                                          | [ 10 ] |
| 2013 | David Aja                             | Hawkeye                                                                             | Marvel                             | Empate                                                   | [ 10 ] |
| 2013 | Chris Samnee                          | Daredevil; Rocketeer: Cargo of Doom                                                 | Marvel; IDW                        | Empate                                                   | [ 10 ] |
| 2014 | Sean Murphy                           | The Wake                                                                            | DC/Vertigo                         |                                                          | [ 10 ] |
| 2015 | Fiona Staples                         | Saga                                                                                | Image                              |                                                          | [ 10 ] |
| 2016 | Cliff Chiang                          | Paper Girls                                                                         | Image                              |                                                          | [ 11 ] |
| 2017 | Fiona Staples                         | Saga                                                                                | Image                              |                                                          | [ 10 ] |
| 2018 | Mitch Gerads                          | Mister Miracle                                                                      | DC                                 |                                                          | [ 10 ] |
| 2019 | Mitch Gerads                          | Mister Miracle                                                                      | DC                                 |                                                          | [ 12 ] |
| 2020 | Rosemary Valero-O'Connell             | Laura Dean Keeps Breaking Up with Me                                                | First Second/Macmillan             |                                                          | [ 13 ] |
| 2021 | Michael Allred                        | Bowie: Stardust, Rayguns & Moonage Daydreams                                        | Insight Editions                   |                                                          | [ 14 ] |
| 2022 | Phil Jimenez                          | Wonder Woman Historia: The Amazons                                                  | DC                                 |                                                          | [ 15 ] |
| 2023 | Greg Smallwood                        | The Human Target                                                                    | DC                                 |                                                          |        |

### Mejor Equipo Artístico
- 1988 Steve Rude, Willie Blyberg y Ken Steacy, Space Ghost Special (Cómico)
- 1989 Alan Davis y Paul Neary, Excalibur (Marvel)

### Mejor Colorista
| Año  | Mejor Colorista                     | Cómic | Editorial                                          | Ref.   |
| ---- | ----------------------------------- | --- | -------------------------------------------------- | ------ |
| 1992 | Steve Oliff                         | Legends of the Dark Knight, 2112; Akira | DC; Dark Horse; Marvel                             | [ 4 ]  |
| 1993 | Steve Oliff/Olyoptics               | Legends of the Dark Knight #28-#30, Martian Manhunter: American Secrets ; James Bond 007: Serpent's Tooth; Spawn                                                              | DC; Dark Horse; Image                              | [ 4 ]  |
| 1994 | Steve Oliff y Rueben Rude/Olyoptics | Spawn | Image                                              | [ 4 ]  |
| 1995 | Angus McKie                         | Martha Washington Goes to War | Dark Horse                                         | [ 4 ]  |
| 1996 | Chris Ware                          | The Acme Novelty Library | Fantagraphics                                      | [ 4 ]  |
| 1997 | Matt Hollingsworth                  | Preacher, Death: The Time of Your Life; Bloody Mary; Challengers of the Unknown                                                                                               | DC/Vertigo; DC/Helix; DC                           | [ 4 ]  |
| 1998 | Chris Ware                          | The Acme Novelty Library | Fantagraphics                                      | [ 4 ]  |
| 1999 | Lynn Varley                         | 300 | Dark Horse                                         | [ 4 ]  |
| 2000 | Laura DePuy                         | The Authority; Planetary | DC/Wildstorm                                       | [ 5 ]  |
| 2001 | Chris Ware                          | Acme Novelty Library #14 | Fantagraphics                                      | [ 5 ]  |
| 2002 | Laura DePuy                         | Ruse; Ministry of Space | CrossGen; Image                                    | [ 5 ]  |
| 2003 | Dave Stewart                        | Hellboy: Third Wish, The Amazing Screw-on Head, Star Wars: Empire; Human Target: Final Cut, Doom Patrol; Tom Strong (ABC); Captain America                                    | Dark Horse; DC/Vertigo; ABC; Marvel                | [ 5 ]  |
| 2004 | Patricia Mulvihill                  | Batman, Wonder Woman; 100 Bullets | DC; Vertigo/DC                                     | [ 5 ]  |
| 2005 | Dave Stewart                        | Daredevil, Ultimate X-Men, Ultimate Six, Captain America; Conan, BPRD; DC: The New Frontier                                                                                   | Marvel; Dark Horse; DC                             | [ 5 ]  |
| 2006 | Chris Ware                          | Acme Novelty Library #16 | ACME Novelty                                       | [ 5 ]  |
| 2007 | Dave Stewart                        | BPRD, Conan, The Escapists, Hellboy; Action Comics, Batman/The Spirit, Superman                                                                                               | Dark Horse; DC                                     | [ 5 ]  |
| 2008 | Dave Stewart                        | BPRD, Buffy the Vampire Slayer, Cut, Hellboy, Lobster Johnson, The Umbrella Academy; The Spirit                                                                               | Dark Horse; DC                                     | [ 5 ]  |
| 2009 | Dave Stewart                        | Abe Sapien: The Drowning, BPRD, The Goon, Hellboy, Solomon Kane, The Umbrella Academy; Body Bags; Captain America: White                                                      | Dark Horse; Image; Marvel                          | [ 5 ]  |
| 2010 | Dave Stewart                        | Abe Sapien, BPRD, The Goon, Hellboy, Solomon Kane, The Umbrella Academy, Zero Killer; Detective Comics; Luna Park                                                             | Dark Horse; Vertigo                                | [ 10 ] |
| 2011 | Dave Stewart                        | Hellboy, BPRD, Baltimore, Let Me In; Detective Comics; Neil Young’s Greendale, Daytripper, Joe the Barbarian                                                                  | Dark Horse, DC; Vertigo/DC                         | [ 10 ] |
| 2012 | Laura Allred                        | iZombie; Madman All-New Giant-Size Super-Ginchy Special | DC; Image                                          | [ 10 ] |
| 2013 | Dave Stewart                        | Batwoman; Fatale ; BPRD, Conan the Barbarian, Hellboy in Hell, Lobster Johnson, The Massive                                                                                   | DC; Image; Dark Horse                              | [ 10 ] |
| 2014 | Jordie Bellaire                     | The Manhattan Projects, Nowhere Men, Pretty Deadly, Zero; The Massive; Tom Strong; X-Files Season 10; Captain Marvel, Journey into Mystery; Numbercruncher; Quantum and Woody | Image, Dark Horse; DC; IDW; Marvel; Titan; Valiant | [ 10 ] |
| 2015 | Dave Stewart                        | Hellboy in Hell, BPRD, Abe Sapien, Baltimore, Lobster Johnson, Witchfinder, Shaolin Cowboy, Aliens: Fire and Stone, DHP                                                       | Dark Horse                                         | [ 10 ] |
| 2016 | Jordie Bellaire                     | The Autumnlands, Injection, Plutona, Pretty Deadly, The Surface, They’re Not Like Us, Zero; The X-Files; The Massive (Dark Horse); Magneto, Vision                            | Image; IDW; Dark Horse; Marvel                     | [ 11 ] |
| 2017 | Matt Wilson                         | Cry Havoc, Paper Girls, The Wicked + The Divine, Black Widow, The Mighty Thor, Star-Lord                                                                                      | Image, Marvel                                      | [ 10 ] |
| 2018 | Emil Ferris                         | My Favorite Thing Is Monsters | Fantagraphics)                                     | [ 10 ] |
| 2019 | Matt Wilson                         | Black Cloud, Paper Girls, The Wicked + The Divine; The Mighty Thor, Runaways                                                                                                  | Image; Marvel                                      | [ 12 ] |
| 2020 | Dave Stewart                        | Black Hammer, B.P.R.D.: The Devil You Know, Hellboy and the BPRD; Gideon Falls; Silver Surfer Black, Spider-Man                                                               | Dark Horse; Image; Marvel                          | [ 13 ] |
| 2021 | Laura Allred                        | X-Ray Robot; Bowie: Stardust, Rayguns & Moonage Daydreams | Dark Horse; Insight Editions                       | [ 14 ] |
| 2022 | Matt Wilson                         | Undiscovered Country; Fire Power; Eternals, Thor, Wolverine; Jonna and the Unpossible Monsters                                                                                | Image; Image Skybound; Marvel; Oni                 | [ 15 ] |
| 2023 | Jordie Bellaire                     | The Nice House on the Lake, Suicide Squad: Blaze; Antman, Miracleman by Gaiman & Buckingham: The Silver Age                                                                   | DC; Marvel                                         |        |

### Mejor Rotulación
| Año  | Mejor Rotulación    | Cómic | Editorial                                 | Ref.   |
| ---- | ------------------- | --- | ----------------------------------------- | ------ |
| 1993 | Todd Klein          | The Sandman, The Demon | DC                                        | [ 4 ]  |
| 1994 | Todd Klein          | The Sandman | DC                                        | [ 4 ]  |
| 1995 | Todd Klein          | Batman vs. Depredador II (DC/Dark Horse); The Demon, The Sandman; Uncle Scrooge | DC/Dark Horse; DC; DC/Vertigo; Gladstone  | [ 4 ]  |
| 1996 | Stan Sakai          | Groo; Usagi Yojimbo | Image; Mirage                             | [ 4 ]  |
| 1997 | Todd Klein          | Sandman; Death: The Time of Your Life; House of Secrets; The Dreaming; Batman; The Spectre; Kingdom Come | DC/Vertigo; DC                            | [ 4 ]  |
| 1998 | Todd Klein          | Batman; Batman: Poison Ivy; The Dreaming; House of Secrets; The Invisibles; Uncle Sam; Uncle Scrooge Adventures; Castle Waiting | DC; DC/Vertigo; Gladstone; Olio           | [ 4 ]  |
| 1999 | Todd Klein          | Castle Waiting; House of Secrets; The Invisibles; The Dreaming | Olio; DC/Vertigo                          | [ 4 ]  |
| 2000 | Todd Klein          | Promethea; Tom Strong; Tomorrow Stories; Top 10; The Dreaming; Gifts of the Night; The Invisibles; Sandman Presents: Lucifer | ABC; DC/Vertigo                           | [ 5 ]  |
| 2001 | Todd Klein          | Promethea; Tom Strong; Tomorrow Stories; Top 10; The Invisibles; The Dreaming; Castle Waiting | ABC; DC/Vertigo; Cartoon Books            | [ 5 ]  |
| 2002 | Todd Klein          | Promethea; Tom Strong's Terrific Tales; Tomorrow Stories; Top 10; Greyshirt; The Sandman Presents: Everything You Always Wanted to Know About Dreams But Were Afraid to Ask; Detective Comics; The Dark Knight Strikes Again ; Castle Waiting; Universe X | ABC; DC/Vertigo; DC; Olio; Marvel         | [ 5 ]  |
| 2003 | Todd Klein          | Dark Knight Strikes Again; Detective Comics; Wonder Woman: The Hiketeia; Fables; Human Target: Final Cut; Promethea; Tom Strong; Castle Waiting | DC; DC/Vertigo; ABC; Olio                 | [ 5 ]  |
| 2004 | Todd Klein          | Detective Comics( DC); Fables, The Sandman: Endless Nights (Vertigo/DC); Tom Strong, Promethea (ABC); Marvel 1602 | DC; Vertigo/DC; ABC; Marvel               | [ 5 ]  |
| 2005 | Todd Klein          | Promethea; Tom Strong; Tom Strong’s Terrific Tales (ABC); Wonder Woman (DC); Books of Magick: Life During Wartime; Fables; WE3 (Vertigo/DC); Creatures of the Night                                                                                       | ABC; DC; Vertigo/DC; Dark Horse           | [ 5 ]  |
| 2006 | Todd Klein          | Wonder Woman, Justice, Seven Soldiers #0 ; Desolation Jones; Promothea, Top Ten: The Forty-Niners, Tomorrow Stories Special; Fables; 1602: New World | DC; Wildstorm/DC; ABC; Vertigo; Marvel    | [ 5 ]  |
| 2007 | Todd Klein          | Fables, Jack of Fables, Fables: 1001 Nights of Snowfall; Pride of Baghdad, Testament; Fantastic Four: 1602, Eternals; Lost Girls | Vertigo/DC; Marvel; Top Shelf             | [ 5 ]  |
| 2008 | Todd Klein          | Justice, Simon Dark; Fables, Jack of Fables, Crossing Midnight; League of Extraordinary Gentlemen: The Black Dossier; Nexus | DC; Vertigo/DC; WildStorm/DC; Rude Dude   | [ 5 ]  |
| 2009 | Chris Ware          | Acme Novelty Library #19 | Acme                                      | [ 5 ]  |
| 2010 | David Mazzucchelli  | Asterios Polyp | Pantheon                                  | [ 10 ] |
| 2011 | Todd Klein          | Fables, The Unwritten, Joe the Barbarian, iZombie'; Tom Strong and the Robots of Doom'; SHIELD (Marvel); Driver for the Dead | Vertigo/DC; WildStorm/DC; Marvel; Radical | [ 10 ] |
| 2012 | Stan Sakai          | Usagi Yojimbo | Dark Horse                                | [ 10 ] |
| 2013 | Chris Ware          | Building Stories | Pantheon                                  | [ 10 ] |
| 2014 | Darwyn Cooke        | Richard Stark's Parker: Slayground | IDW                                       | [ 10 ] |
| 2015 | Stan Sakai          | Usagi Yojimbo: Senso, Usagi Yojimbo Color Special: The Artist | Dark Horse                                | [ 10 ] |
| 2016 | Derf Backderf       | Trashed | Abrams                                    | [ 11 ] |
| 2017 | Todd Klein          | Clean Room, Dark Night, Lucifer, Black Hammer | Vertigo/DC, Dark Horse                    | [ 10 ] |
| 2018 | Stan Sakai          | Usagi Yojimbo, Groo: Slay of the Gods | Dark Horse                                | [ 10 ] |
| 2019 | Todd Klein          | Black Hammer: Age of Doom, Neil Gaiman’s A Study in Emerald; Batman: White Knight; Eternity Girl, Books of Magic; The League of Extraordinary Gentlemen: The Tempest                                                                                      | Dark Horse; DC; Vertigo; Top Shelf/IDW    | [ 12 ] |
| 2020 | Stan Sakai          | Usagi Yojimbo | IDW                                       | [ 13 ] |
| 2021 | Stan Sakai          | Usagi Yojimbo | IDW                                       | [ 14 ] |
| 2022 | Barry Windsor-Smith | Monsters | Fantagraphics                             | [ 15 ] |
| 2023 | Stan Sakai          | Usagi Yojimbo | IDW                                       |        |

### Mejor Artista de Cubierta
| Año  | Mejor Artista de Cubierta | Cómic | Editorial                              | Ref.   |        |
| ---- | ------------------------- | --- | -------------------------------------- | ------ | ------ |
| 1992 | Brian Bolland             | Animal Man | DC                                     | [ 4 ]  |        |
| 1993 | Brian Bolland             | Animal Man; Wonder Woman | DC                                     | [ 4 ]  |        |
| 1994 | Brian Bolland             | Animal Man; Wonder Woman | DC                                     | [ 4 ]  |        |
| 1995 | Glenn Fabry               | Hellblazer | DC/Vertigo                             | [ 4 ]  |        |
| 1996 | Alex Ross                 | Kurt Busieks's Astro City | Jukebox Productions/Image              | [ 4 ]  |        |
| 1997 | Alex Ross                 | Kingdom Come; Kurt Busiek's Astro City | DC; Jukebox Productions/Homage         | [ 4 ]  |        |
| 1998 | Alex Ross                 | Kurt Busiek's Astro City; Uncle Sam | Jukebox Productions/Homage; DC/Vertigo | [ 4 ]  |        |
| 1999 | Brian Bolland             | Los Invisibles | DC/Vertigo                             | [ 4 ]  |        |
| 2000 | Alex Ross                 | Batman: No Man's Land; Batman: Harley Quinn; Batman: War on Crime (DC); Kurt Busiek's Astro City; ABC alternate #1 covers                                                 | DC; Homage/Wildstorm/DC                | [ 5 ]  |        |
| 2001 | Brian Bolland             | Batman: Gotham Knights; The Flash; The Invisibles | DC; DC/Vertigo                         | [ 5 ]  |        |
| 2002 | Dave Johnson              | Detective Comics; 100 Bullets | DC; DC/Vertigo                         | [ 5 ]  |        |
| 2003 | Adam Hughes               | Wonder Woman | DC                                     | [ 5 ]  |        |
| 2004 | James Jean                | Fables; Batgirl | Vertigo/DC; DC                         | [ 5 ]  |        |
| 2005 | James Jean                | Fables; Green Arrow, Batgirl | Vertigo/DC; DC                         | [ 5 ]  |        |
| 2006 | James Jean                | Fables; Runaways | Marvel; Vertigo/DC                     | [ 5 ]  |        |
| 2007 | James Jean                | Fables, Jack of Fables, Fables: 1001 Nights of Snowfall | Vertigo/DC                             | [ 5 ]  |        |
| 2008 | James Jean                | Fables; The Umbrella Academy; Process Recess 2; Superior Showcase 2 | Vertigo/DC; Dark Horse; AdHouse        | [ 5 ]  |        |
| 2009 | James Jean                | Fables; The Umbrella Academy | Vertigo/DC; Dark Horse                 | [ 5 ]  |        |
| 2010 | J. H. Williams III        | Detective Comics | DC                                     | [ 10 ] |        |
| 2011 | Mike Mignola              | Baltimore: The Plague Ships; Hellboy | Dark Horse                             | [ 10 ] |        |
| 2012 | Francesco Francavilla     | Black Panther; Lone Ranger, Lone Ranger/Zorro, Dark Shadows, Warlord of Mars; Archie Meets Kiss                                                                           | Marvel, Dynamite; Archie               | [ 10 ] |        |
| 2013 | David Aja                 | Hawkeye | Marvel                                 | [ 10 ] |        |
| 2014 | David Aja                 | Hawkeye | Marvel                                 | [ 10 ] |        |
| 2015 | Darwyn Cooke              | DC Comics Darwyn Cooke Month Variant Covers | DC                                     | [ 10 ] |        |
| 2016 | David Aja                 | Hawkeye, Karnak, Scarlet Witch | Marvel                                 | [ 11 ] |        |
| 2017 | Fiona Staples,            | Saga | Image                                  | [ 10 ] |        |
| 2018 | Sana Takeda               | Monstress | Image                                  | [ 10 ] |        |
| 2019 | Jen Bartel                | Blackbird; Submerged | Image; Vault                           | [ 12 ] |        |
| 2020 | Emma Ríos                 | Pretty Deadly | Image                                  | [ 13 ] |        |
| 2021 | Peach Momoko              | Buffy the Vampire Slayer #19, Mighty Morphin #2, Something Is Killing the Children #12, Power Rangers #1 ; DIE!namite, Vampirella; The Crow: Lethe; Marvel Cover Variants | BOOM! Studios; Dynamite; IDW; Marvel   | [ 14 ] |        |
| 2022 | Jen Bartel                | Future State Immortal Wonder Woman #1 & 2, Wonder Woman Black & Gold #1, Wonder Woman 80th Anniversary; Women's History Month variant covers                              | DC; Marvel                             |        | [ 14 ] |

### Talento merecedor de más reconocimiento
- 1995 Evan Dorkin (Milk and Cheese, Hectic Planet, Dork, Instant Piano)
- 1996 Stan Sakai (Usagi Yojimbo)
- 1997 Ricardo Delgado (Age of Reptiles)
- 1998 Linda Medley (Castle Waiting)
- 1999 Brian Michael Bendis (Jinx, Goldfish, Torso)
- 2000 Tony Millionaire (Sock Monkey)
- 2001 Alex Robinson (Box Office Poison)
- 2002 Dylan Horrocks (Hicksville, Atlas)
- 2003 Jason Shiga, Fleep (Sparkplug Comics)
- 2004 Derek Kirk Kim, (Same Difference & Other Stories)
- 2005 Sean McKeever (The Waiting Place, Mary Jane, Inhumans, Sentinel)
- 2006 Aaron Renier (Spiral-Bound)

### Mejor Edición
- 1992 Karen Berger, The Sandman; Shade: the Changing Man; Kid Eternity; Books of Magic (DC)
- 1993 Archie Goodwin, Legends of the Dark Knight; Batman: Sword of Azrael; Deadman: Exorcism (DC)
- 1994 Karen Berger, The Sandman (DC) (tie)
- 1994 Mike Carlin (DC) (tie)
- 1995 Karen Berger, The Sandman; Sandman Mystery Theatre (DC/Vertigo)
- 1996 Stuart Moore, Swamp Thing; The Invisibles; Preacher (DC/Vertigo) (tie)
- 1996 Bronwyn Taggart, The Big Book of Weirdos; The Big Book of Conspiracies; Brooklyn Dreams; Stuck Rubber Baby (Paradox Press) (tie)
- 1997 Dan Raspler, Kingdom Come; Hitman; The Spectre; Sergio Aragones Destroys the DC Universe (DC)

## Trabajos

### Mejor Historia Unitaria
| Año  | Cómic                                                         | Artistas                                          | Editorial             | Ref.   |  |
| ---- | ------------------------------------------------------------- | ------------------------------------------------- | --------------------- | ------ |  |
| 1988 | Gumby Summer Fun Special #1                                   | Bob Burden y Art Adams                            | Cómico                |        |  |
| 1989 | Kings In Disguise #1                                          | James Vance y Dan Burr                            | Kitchen Sink Press    |        |  |
| 1991 | Concrete Celebrates Earth Day                                 | por Paul Chadwick, Charles Vess, y Jean Giraud    | Dark Horse Comics     | [ 4 ]  |  |
| 1992 | Sandman # 22 – 28                                             | Neil Gaiman y otros                               | DC Comics             | [ 4 ]  |  |
| 1993 | Nexus The Origin                                              | Mike Baron y Steve Rude                           | Dark Horse Comics     | [ 4 ]  |  |
| 1994 | Batman Adventures: Mad Love                                   | Paul Dini y Bruce Timm                            | DC Comics             | [ 4 ]  |  |
| 1995 | Batman Adventures: Holiday Special                            | Paul Dini, Bruce Timm, Ronnie del Carmen, y otros | DC Comics             | [ 4 ]  |  |
| 1996 | Kurt Busiek's Astro City #4: "Safeguards"                     | Kurt Busiek y Brent Anderson                      | Image Comics          | [ 4 ]  |  |
| 1997 | Kurt Busiek's Astro City, vol. 2, #1: "Welcome to Astro City" | Kurt Busiek, Brent Anderson, y Will Blyberg       | Image Comics          | [ 4 ]  |  |
| 1998 | Kurt Busiek's Astro City vol. 2 #10: "Show 'Em All"           | Kurt Busiek, Brent Anderson, y Will Blyberg       | Image Comics          | [ 4 ]  |  |
| 1999 | Hitman #34: "Of Thee I Sing"                                  | Garth Ennis, John McCrea, y Garry Leach           | DC Comics             | [ 4 ]  |  |
| 2000 | Tom Strong #1: "How Tom Strong Got Started"                   | Alan Moore, Chris Sprouse, y Al Gordon            | America's Best Comics | [ 5 ]  |  |
| 2001 | Promethea #10: "Sex, Stars, and Serpents"                     | Alan Moore, J.H. Williams III, y Mick Gray        | America's Best Comics | [ 5 ]  |  |
| 2002 | Eightball #22                                                 | Daniel Clowes                                     | Fantagraphics Books   | [ 5 ]  |  |
| 2003 | The Stuff of Dreams                                           | Kim Deitch                                        | Fantagraphics Books   | [ 5 ]  |  |
| 2004 | Conan The Legend #0 The Goon #1                               | Kurt Busiek y Cary Nord Eric Powell               | Dark Horse            | [ 5 ]  |  |
| 2005 | Eightball #23: "The Death Ray"                                | Daniel Clowes                                     | Fantagraphics Books   | [ 5 ]  |  |
| 2006 | Solo #5                                                       | Darwyn Cooke                                      | DC Comics             | [ 6 ]  |  |
| 2007 | Batman/The Spirit #1                                          | Jeph Loeb y Darwyn Cooke                          | DC Comics             | [ 7 ]  |  |
| 2008 | Justice League of America #11: “Walls”                        | Brad Meltzer y Gene Ha                            | DC Comics             | [ 8 ]  |  |
| 2009 | No se otorgó premio                                           | No se otorgó premio                               | No se otorgó premio   | [ 9 ]  |  |
| 2010 | Captain America #601: "Red, White, and Blue-Blood"            | Ed Brubaker y Gene Colan                          | Marvel Comics         | [ 10 ] |  |
| 2011 | Hellboy: "Double Feature of Evil"                             | Mike Mignola y Richard Corben                     | Dark Horse            | [ 10 ] |  |
| 2012 | Daredevil #7                                                  | Mark Waid, Paolo Rivera y Joe Rivera              | Marvel                | [ 10 ] |  |
| 2013 | The Mire                                                      | Becky Cloonan                                     | Autopublicado         | [ 10 ] |  |
| 2014 | Hawkeye #11: "Pizza Is My Business"                           | Matt Fraction y David Aja                         | Marvel                | [ 10 ] |  |
| 2015 | Beasts of Burden: Hunters and Gatherers                       | Evan Dorkan y Jill Thompson                       | Dark Horse            | [ 10 ] |  |
| 2016 | Silver Surfer #11: "Never After"                              | Dan Slott y Michael Allred                        | Marvel                | [ 11 ] |  |
| 2017 | Beasts of Burden: What the Cat Dragged In                     | Evan Dorkan, Sarah Dyer y Jill Thompson           | Dark Horse            | [ 10 ] |  |
| 2018 | Hellboy: Krampusnacht                                         | Mike Mignola y Adam Hughes                        | Dark Horse            | [ 10 ] |  |
| 2019 | Peter Parker: The Spectacular Spider-Man #310                 | Chip Zdarsky                                      | Marvel                | [ 12 ] |  |
| 2020 | Our Favorite Thing Is My Favorite Thing Is Monsters           | Emil Ferris                                       | Fantagraphics         | [ 13 ] |  |
| 2021 | Sports Is Hell                                                | Ben Passmore                                      | Koyama Press          | [ 14 ] |  |
| 2022 | Wonder Woman Historia: The Amazons                            | Kelly Sue DeConnick y Phil Jimenez                | DC                    | [ 15 ] |  |

### Mejor Historia Corta
| Año  | Cómic | Artistas                                   | Editorial                                            | Ref.   |
| ---- | --- | ------------------------------------------ | ---------------------------------------------------- | ------ |
| 1993 | "Two Cities", en Xenozoic Tales #12 | Mark Schultz                               | Kitchen Sink                                         | [ 4 ]  |
| 1994 | "The Amazing Colossal Homer", en Los Simpson #1                                                                                             | Bongo                                      |                                                      | [ 4 ]  |
| 1995 | "The Babe Wore Red", en Sin City: The Babe Wore Red and Other Stories                                                                       | Frank Miller                               | Dark Horse/Legend                                    | [ 4 ]  |
| 1996 | "The Eltingville Comic-Book, Science-Fiction, Fantasy, Horror, and Role-Playing Club in Bring Me the Head of Boba Fett" en Instant Piano #3 | Evan Dorkin                                | Dark Horse                                           | [ 4 ]  |
| 1997 | "Heroes", en Batman: Black & White #4 | Archie Goodwin y Gary Gianni               | (DC)                                                 | [ 4 ]  |
| 1998 | "The Eltingville Comic Book, Science-Fiction, Fantasy, Horror and Role-Playing Club In: The Marathon Men", en Dork! #4                      | Evan Dorkin                                | Slave Labor                                          | [ 4 ]  |
| 1999 | "Devil's Advocate", en Grendel: Black, White, and Red #1                                                                                    | Matt Wagner y Tim Sale                     | Dark Horse                                           | [ 4 ]  |
| 2000 | "Letitia Lerner, Superman's Babysitter", en Elseworlds 80-Page Giant                                                                        | Elizabeth Glass y Kyle Baker               | DC                                                   | [ 5 ]  |
| 2001 | "The Gorilla Suit", en Streetwise | Sergio Aragonés                            | TwoMorrows                                           | [ 5 ]  |
| 2002 | "The Eltingville Club in 'The Intervention'", en Dork! #9                                                                                   | Evan Dorkin                                | Slave Labor                                          | [ 5 ]  |
| 2003 | "The Magician and the Snake", en Dark Horse Maverick: Happy Endings                                                                         | Katie Mignola y Mike Mignola               | Dark Horse                                           | [ 5 ]  |
| 2004 | "Death", en The Sandman: Endless Nights | Neil Gaiman y P. Craig Russell             | Vertigo/DC                                           | [ 5 ]  |
| 2005 | "Unfamiliar", en The Dark Horse Book of Witchcraft                                                                                          | Evan Dorkin y Jill Thompson                | Dark Horse Books                                     | [ 5 ]  |
| 2006 | "Teenaged Sidekick", en Solo #3 | Paul Pope                                  | DC                                                   | [ 5 ]  |
| 2007 | "A Frog's Eye View", en Fables: 1001 Nights of Snowfall                                                                                     | Bill Willingham y James Jean               | Vertigo/DC                                           | [ 5 ]  |
| 2008 | "Mr. Wonderful", en New York Times Sunday Magazine                                                                                          | Dan Clowes                                 |                                                      | [ 5 ]  |
| 2009 | "Murder He Wrote", en The Simpsons' Treehouse of Horror #14                                                                                 | Ian Boothby, Nina Matsumoto y Andrew Pepoy | Bongo                                                | [ 5 ]  |
| 2010 | "Urgent Request", en The Eternal Smile | Gene Luen Yang y Derek Kirk Kim            | First Second                                         | [ 10 ] |
| 2011 | "Post Mortem" en I Am an Avenger #2 | Greg Rucka y Michael Lark                  | Marvel                                               | [ 10 ] |
| 2012 | "The Seventh" en Richard Stark’s Parker: The Martini Edition                                                                                | Darwyn Cooke                               | IDW                                                  | [ 10 ] |
| 2013 | "Moon 1969: The True Story of the 1969 Moon Launch", en Tales Designed to Thrizzle #8                                                       | Michael Kupperman                          | Fantagraphics                                        | [ 10 ] |
| 2014 | "Untitled", en Love and Rockets: New Stories #6                                                                                             | Gilbert Hernandez                          | Fantagraphics                                        | [ 10 ] |
| 2015 | "When the Darkness Presses" | Emily Caroll                               | Autopublicado                                        | [ 10 ] |
| 2016 | "Killing and Dying" en Optic Nerve #14 | Adrian Tomine                              | Drawn & Quarterly                                    | [ 11 ] |
| 2017 | "Good Boy", en Batman Annual #1 | Tom King y David Finch                     | DC                                                   | [ 10 ] |
| 2018 | "A Life in Comics: The Graphic Adventures of Karen Green", en Columbia Magazine                                                             | Nick Sousanis                              |                                                      | [ 10 ] |
| 2019 | "The Talk of the Saints", en Swamp Thing Winter Special                                                                                     | Tom King y Jason Fabok                     | DC                                                   | [ 12 ] |
| 2020 | "Hot Comb", en Hot Comb | Ebony Flowers                              | Drawn & Quarterly                                    | [ 13 ] |
| 2021 | "When the Menopausal Carnival Comes to Town" en Menopause: A Comic Treatment                                                                | Mimi Pond                                  | Graphic Medicine/Pennsylvania State University Press | [ 14 ] |
| 2022 | "Funeral in Foam" en You Died: An Anthology of the Afterlife                                                                                | Casey Gilly y Raina Telgemeier             | Iron Circus                                          | [ 15 ] |
| 2023 | "Finding Batman" en DC Pride 2022 | Kevin Conroy y J. Bone                     | DC                                                   |        |

### Mejor Historia Serializada
- 1993 "From Hell" por Alan Moore y Eddie Campbell en Taboo (SpiderBaby Graphix/Tundra)
- 1994 "The Great Cow Race", Bone #7-11, por Jeff Smith (Cartoon Books)
- 1995 "The Life and Times of Scrooge McDuck", por Don Rosa, Uncle Scrooge #285–296 (Gladstone)
- 1996 Strangers in Paradise #1–8, por Terry Moore (Abstract Studios)
- 1997 Starman #20–23: "Sand and Stars", James Robinson, Tony Harris, Guy Davis, y Wade von Grawbadger (DC)
- 1998 Kurt Busiek's Astro City vol. 2 #4–9: "Confession", Kurt Busiek, Brent Anderson, y Will Blyberg (Jukebox Productions/Homage)
- 1999 Usagi Yojimbo #13–22: "Grasscutter", por Stan Sakai (Dark Horse)
- 2000 Tom Strong #4–7, por Alan Moore, Chris Sprouse, Al Gordon, y artistas invitados (ABC)
- 2001 100 Bullets #15–18: "Hang Up on the Hang Low", por Brian Azzarello y Eduardo Risso (DC/Vertigo)
- 2002 Amazing Spider-Man #30–35: "Coming Home", por J. Michael Straczynski, John Romita, Jr., y Scott Hanna (Marvel)
- 2003 Fables #1–5: "Legends in Exile", por Bill Willingham, Lan Medina, y Steve Leialoha (DC/Vertigo)
- 2004 Gotham Central #6–10: "Half a Life", por Greg Rucka y Michael Lark (DC)
- 2005 Fables #19–27: “March of the Wooden Soldiers”, por Bill Willingham, Mark Buckingham, y Steve Leialoha (Vertigo/DC)
- 2006 Fables #36–38, 40–41: “Return to the Homelands”, por Bill Willingham, Mark Buckingham, y Steve Leialoha (Vertigo/DC)

### Mejor serie en Blanco y negro
- 1988 Concrete, por Paul Chadwick (Dark Horse)
- 1989 Concrete, por Paul Chadwick (Dark Horse)
- 1991 Xenozoic Tales, por Mark Schultz (Kitchen Sink)

### Mejor Serie Continua
| Año           | Cómic                             | Guionista                  | Ilustrador                               | Editorial             | Ref.   |
| ------------- | --------------------------------- | -------------------------- | ---------------------------------------- | --------------------- | ------ |
| 1988          | Concrete                          | Paul Chadwick              | Paul Chadwick                            | Dark Horse Comics     |        |
| 1989          | Concrete                          | Paul Chadwick              | Paul Chadwick                            | Dark Horse Comics     |        |
| 1990          | No se otorgó premio               | No se otorgó premio        | No se otorgó premio                      | No se otorgó premio   |        |
| 1991          | The Sandman                       | Neil Gaiman                | Artistas varios                          | DC Comics             |        |
| 1992          | The Sandman                       | Neil Gaiman                | Artistas varios                          | DC Comics             |        |
| 1993          | The Sandman                       | Neil Gaiman                | Artistas varios                          | DC Comics             |        |
| 1994          | Bone                              | Jeff Smith                 | Jeff Smith                               | Cartoon Books         |        |
| 1995          | Bone                              | Jeff Smith                 | Jeff Smith                               | Cartoon Books         |        |
| 1996          | Acme Novelty Library              | Chris Ware                 | Chris Ware                               | Fantagraphics Books   |        |
| 1997          | Astro City                        | Kurt Busiek                | Alex Ross                                | Image Comics          |        |
| 1998          | Astro City                        | Kurt Busiek                | Alex Ross                                | Image Comics          |        |
| 1999          | Preacher                          | Garth Ennis                | Steve Dillon                             | Vertigo Comics        |        |
| 2000          | Acme Novelty Library              | Chris Ware                 | Chris Ware                               | Fantagraphics Books   |        |
| 2001          | Top 10                            | Alan Moore                 | Gene Ha Zander Cannon                    | America's Best Comics |        |
| 2002          | 100 balas                         | Brian Azzarello            | Eduardo Risso                            | Vertigo Comics        |        |
| 2003          | Daredevil                         | Brian Michael Bendis       | Alex Maleev                              | Marvel Comics         |        |
| 2004          | 100 balas                         | Brian Azzarello            | Eduardo Risso                            | Vertigo Comics        |        |
| 2005          | The Goon                          | Eric Powell                | Eric Powell                              | Dark Horse Comics     |        |
| 2006          | Astonishing X-Men                 | Joss Whedon                | John Cassaday                            | Marvel Comics         | [ 6 ]  |
| 2007          | All-Star Superman                 | Grant Morrison             | Frank Quitely                            | DC                    | [ 7 ]  |
| 2008          | Y: El último hombre               | Brian K. Vaughan           | Pia Guerra y Jose Marzan, Jr.            | Vertigo/DC            | [ 8 ]  |
| 2009          | All-Star Superman                 | Grant Morrison             | Frank Quitely                            | DC                    | [ 9 ]  |
| 2010          | The Walking Dead                  | Robert Kirkman             | Charles Adlard                           | Image Comics          | [ 10 ] |
| 2011          | Chew                              | John Layman                | Rob Guillory                             | Image Comics          | [ 10 ] |
| 2012          | Daredevil                         | Mark Waid                  | Marcos Martin, Paolo Rivera y Joe Rivera | Marvel                | [ 10 ] |
| 2013          | Saga                              | Brian K. Vaughan           | Fiona Staples                            | Image                 | [ 10 ] |
| 2014          | Saga                              | Brian K. Vaughan           | Fiona Staples                            | Image                 | [ 10 ] |
| 2015          | Saga                              | Brian K. Vaughan           | Fiona Staples                            | Image                 | [ 10 ] |
| 2016          | Southern Bastards                 | Jason Aaron y Jason Latour | Jason Latour                             | Image                 | [ 10 ] |
| 2017          | Saga                              | Brian K. Vaughan           | Fiona Staples                            | Image                 | [ 10 ] |
| 2018          | Monstress                         | Marjorie Liu               | Sana Takeda                              | Image                 | [ 10 ] |
| 2019          | Giant Days                        | John Allison               | Max Sarin, Julia Madrigal                | Boom! Studios         | [ 12 ] |
| 2020          | Bitter Root                       | David Walker y Chuck Brown | Sanford Greene                           | Image                 | [ 13 ] |
| 2021          | Usagi Yojimbo                     | Stan Sakai                 | Stan Sakai                               | IDW                   | [ 14 ] |
| 2022 (empate) | Bitter Root                       | David Walker y Chuck Brown | Sanford Greene                           | Image                 | [ 15 ] |
| 2022 (empate) | Something is Killing the Children | James Tynion IV            | Werther Dell’Edera                       | BOOM! Studios         | [ 15 ] |
| 2023          | Nightwing                         | Tom Taylor                 | Bruno Redondo                            | DC                    |        |

### Mejor Serie Limitada / Arco Narrativo
| Año  | Cómic                                            | Guionista                    | Ilustrador              | Editorial             | Ref.   |        |
| ---- | ------------------------------------------------ | ---------------------------- | ----------------------- | --------------------- | ------ | ------ |
| 1988 | Watchmen                                         | Alan Moore                   | Dave Gibbons            | DC Comics             |        |        |
| 1989 | Silver Surfer: Parábola                          | Stan Lee                     | Moebius                 | Marvel Comics         |        |        |
| 1990 | No se otorgó premio                              | No se otorgó premio          | No se otorgó premio     | No se otorgó premio   |        |        |
| 1991 | Give Me Liberty                                  | Frank Miller                 | Dave Gibbons            | Dark Horse Comics     |        |        |
| 1992 | Concrete: Fragile Creature                       | Paul Chadwick                | Paul Chadwick           | Dark Horse Comics     |        |        |
| 1993 | Grendel: War Child                               | Matt Wagner                  | Patrick McEown          | Dark Horse Comics     |        |        |
| 1994 | Marvels                                          | Kurt Busiek                  | Alex Ross               | Marvel Comics         |        |        |
| 1995 | Sin City: A Dame to Kill For                     | Frank Miller                 | Frank Miller            | Dark Horse Comics     |        |        |
| 1996 | Sin City: The Big Fat Kill                       | Frank Miller                 | Frank Miller            | Dark Horse Comics     |        |        |
| 1997 | Kingdom Come                                     | Mark Waid                    | Alex Ross               | DC Comics             |        |        |
| 1998 | Batman: The Long Halloween                       | Jeph Loeb                    | Tim Sale                | DC Comics             |        |        |
| 1999 | 300                                              | Frank Miller                 | Lynn Varley             | Dark Horse Comics     |        |        |
| 2000 | Whiteout: Melt                                   | Greg Rucka                   | Steve Lieber            | Oni Press             |        |        |
| 2001 | El anillo del nibelungo                          | P. Craig Russell             | Patrick Mason           | Dark Horse Comics     |        |        |
| 2002 | Hellboy: Conqueror Worm                          | Mike Mignola                 | Mike Mignola            | Dark Horse Comics     |        |        |
| 2003 | The League of Extraordinary Gentlemen Volumen II | Alan Moore                   | Kevin O'Neill           | America's Best Comics |        |        |
| 2004 | Fantastic Four: Unstable Molecules               | James Sturm                  | Guy Davis               | Marvel Comics         |        |        |
| 2005 | DC: The New Frontier                             | Darwyn Cooke                 | Darwyn Cooke            | DC Comics             |        |        |
| 2006 | Seven Soldiers                                   | Grant Morrison               | Artistas varios         | DC Comics             | [ 6 ]  |        |
| 2007 | Batman: Año 100                                  | Paul Pope                    | Paul Pope               | DC Comics             | [ 7 ]  |        |
| 2008 | The Umbrella Academy: Apocalypse Suite           | Gerard Way                   | Gabriel Bá              | Dark Horse Comics     | [ 8 ]  |        |
| 2009 | Hellboy: The Crooked Man                         | Mike Mignola                 | Richard Corben          | Dark Horse Comics     | [ 9 ]  |        |
| 2010 | The Wonderful Wizard of Oz                       | Eric Shanower                | Skottie Young           | Marvel Comics         | [ 10 ] |        |
| 2011 | Daytripper                                       | Fábio Moon                   | Gabriel Bá              | Vertigo Comics        | [ 10 ] |        |
| 2012 | Criminal: The Last of the Innocent               | Ed Brubaker                  | Sean Phillips           | Marvel Comics         | [ 10 ] |        |
| 2013 | No se otorgó premio                              | No se otorgó premio          | No se otorgó premio     | No se otorgó premio   | [ 10 ] |        |
| 2014 | The Wake                                         | Scott Snyder                 | Sean Murphy             | Vertigo               | [ 10 ] |        |
| 2015 | Little Nemo: Return to Slumberland               | Eric Shanower                | Gabriel Rodríguez       | IDW Publishing        | [ 10 ] |        |
| 2016 | The Fade Out                                     | Ed Brubaker y Sean Phillips  |                         | Image                 | [ 11 ] |        |
| 2017 | The Vision                                       | Tom King                     | Gabriel Hernández Walta | Marvel                | [ 10 ] |        |
| 2018 | Black Panther: World of Wakanda                  | Roxane Gay, Ta-Nehisi Coates | Alitha E. Martinez      | Marvel                | [ 10 ] |        |
| 2019 | Mister Miracle                                   | Tom King                     | Mitch Gerads            | DC                    | [ 12 ] |        |
| 2020 | Little Bird                                      | Darcy Van Poelgeest          | Ian Bertram             | Image                 | [ 13 ] |        |
| 2021 | Superman's Pal Jimmy Olsen                       | Matt Fraction                | Steve Lieber            | DC                    | [ 14 ] |        |
| 2022 | The Good Asian                                   | Pornsak Pichetshote          | Alexandre Tefenkgi      | Image                 |        | [ 15 ] |
| 2023 | The Human Target                                 | Tom King                     | Greg Smallwood          | DC                    |        |        |

### Mejor Nueva Serie
- 1988 Concrete, por Paul Chadwick (Dark Horse)
- 1989 Kings In Disguise, por James Vance y Dan Burr (Kitchen Sink)
- 1995 Too Much Coffee Man, por Shannon Wheeler (Adhesive)
- 1996 Kurt Busiek's Astro City, por Kurt Busiek y Brent Anderson (Jukebox Productions/Image Comics|Image)
- 1997 Leave It to Chance, James Robinson y Paul Smith (Homage)
- 1998 Castle Waiting, Linda Medley (Olio)
- 1999 Inhumans, por Paul Jenkins y Jae Lee (Marvel)
- 2000 Top 10, por Alan Moore, Gene Ha, y Zander Cannon (ABC)
- 2001 Powers, por Brian Michael Bendis y Michael Avon Oeming (Image)
- 2002 Queen & Country, por Greg Rucka y Steve Rolston (Oni)
- 2003 Fables, por Bill Willingham, Lan Medina, Mark Buckingham, y Steve Leialoha (DC/Vertigo)
- 2004 Plastic Man, por Kyle Baker (DC)
- 2005 Ex Machina, por Brian K. Vaughan, Tony Harris, y Tom Fesiter (WildStorm/DC)
- 2006 All Star Superman, por Grant Morrison y Frank Quitely (DC)
- 2007 Criminal, por Ed Brubaker y Sean Phillips (Marvel Icon)
- 2008 Buffy the Vampire Slayer Season Eight, por Joss Whedon, Brian K. Vaughan, Georges Jeanty, y Andy Owens (Dark Horse)
- 2009 The Invincible Iron Man, por Matt Fraction y Salvador Larroca (Marvel)
- 2010 Chew, por John Layman y Rob Guillory (Image)
- 2011 American Vampire, por Scott Snyder, Stephen King y Rafael Albuquerque (Vertigo/DC)
- 2013 Saga, por Brian K. Vaughan y Fiona Staples (Image)
- 2014 Sex Criminals, por Matt Fraction y Chip Zdarsky (Image)
- 2015 Lumberjanes, por Shannon Watters, Grace Ellis, ND Stevenson y Brooke A. Allen (BOOM! Box)
- 2016 Paper Girls, por Brian K. Vaughan y Cliff Chiang (Image)
- 2017 Black Hammer, por Jeff Lemire y Dean Ormston (Dark Horse)
- 2018 Black Bolt, por Saladin Ahmed y Christian Ward (Marvel)
- 2019 Gideon Falls, por Jeff Lemire y Andrea Sorrentino (Image)
- 2020 Invisible Kingdom, por G. Willow Wilson y Christian Ward (Berger Books/Dark Horse)
- 2021 Black Widow, por Kelly Thompson y Elena Casagrande (Marvel)
- 2022 The Nice House on the Lake, por James Tynion IV y Álvaro Martínez Bueno (DC Black Label)

### Mejor Título para Lectores Jóvenes / Mejor publicación de cómic para audiencia joven
- 1996 The Batman and Robin Adventures, por Paul Dini, Ty Templeton, y Rick Burchett (DC)
- 1997 Leave It to Chance, James Robinson y Paul Smith (Homage)
- 1998 Batman & Robin Adventures, Ty Templeton, Brandon Kruse, Rick Burchett, y others (DC)
- 1999 Batman: The Gotham Adventures, por Ty Templeton, Rick Burchett, y Terry Beatty (DC)
- 2000 Simpsons Comics, por varios (Bongo)
- 2001 Scary Godmother: The Boo Flu, por Jill Thompson (Sirius)
- 2002 Herobear and the Kid, por Mike Kunkel (Astonish)
- 2003 Herobear and the Kid, por Mike Kunkel (Astonish)
- 2004 Walt Disney's Uncle Scrooge, por varios (Gemstone)
- 2005 Plastic Man, por Kyle Baker y Scott Morse (DC)
- 2006 Owly: Flying Lessons, por Andy Runton (Top Shelf)
- 2007 Gumby, por Bob Burden y Rick Geary (Wildcard Ink)[7]

### Mejor Publicación para Niños
- 2008 Mouse Guard: Fall 1152 y Mouse Guard: Winter 1152, por David Petersen (Archaia)
- 2009 Tiny Titans, por Art Baltazar y Franco (DC)
- 2018 Buenas noches, Planeta por Liniers (Editorial Común)[18]

### Mejor Publicación para Adolescentes
- 2008 Laika, por Nick Abadzis (First Second)
- 2009 Coraline de Neil Gaiman, adaptado por P. Craig Russell (HarperCollins Children's Books)

### Mejor Antología
- 1992 Dark Horse Presents, editado por Randy Stradley (Dark Horse)
- 1993 Taboo, editado por Steve Bissette (SpiderBaby Graphix/Tundra)
- 1994 Dark Horse Presents, editado por Randy Stradley (Dark Horse)
- 1995 The Big Book of Urban Legends, editado por Andy Helfer (Paradox Press)
- 1996 The Big Book of Conspiracies, editador por Bronwyn Taggart (Paradox Press)
- 1997 Batman: Black and White, Mark Chiarello y Scott Peterson, eds. (DC)
- 1998 Hellboy Christmas Special, ed. Scott Allie (Dark Horse)
- 1999 Grendel: Black, White, and Red, por Matt Wagner, ed. por Diana Schutz (Dark Horse)
- 2000 Tomorrow Stories, por Alan Moore, Rick Veitch, Kevin Nowlan, Melinda Gebbie, y Jim Baikie (ABC)
- 2001 Drawn & Quarterly, vol. 3, edited por Chris Oliveros (Drawn & Quarterly)
- 2002 Bizarro Comics, editado por Joey Cavalieri (DC)
- 2003 SPX 2002 (CBLDF)
- 2004 The Sandman: Endless Nights, por Neil Gaiman, Dave McKean, P. Craig Russell, Miguelanxo Prado, Barron Storey, Frank Quitely, Glenn Fabry, Milo Manara, y Bill Sienkiewicz; coeditado por Karen Berger y Shelly Bond (Vertigo/DC)
- 2005 Michael Chabon Presents The Amazing Adventures of the Escapist, editado por Diana Schutz y David Land (Dark Horse)
- 2006 Solo, editado por Mark Chiarello (DC)
- 2007 Fables:1001 Nights of Snowfall, por Bill Willingham y otros (Vertigo/DC)
- 2008 5, por Gabriel Bá, Becky Cloonan, Fabio Moon, Vasilis Lolos, y Rafael Grampa (autopublicado)
- 2009 Comic Book Tattoo: Narrative Art Inspired by the Lyrics and Music of Tori Amos, editado por Rantz Hoseley (Image)
- 2016 Drawn & Quarterly: Twenty-Five Years of Contemporary Cartooning, Comics, and Graphic Novels (Drawn & Quarterly)[19]

### Mejor Cómic Digital
- 2005 Mom's Cancer por Brian Fies
- 2006 PvP por Scott Kurtz
- 2007 Sam and Max, por Steve Purcell
- 2008 Sugarshock!, por Joss Whedon y Fabio Moon
- 2009 Finder, por Carla Speed McNeil
- 2019 Umami, por Ken Niimura

### Mejor Trabajo Basado en la Realidad
- 2006 Nat Turner, por Kyle Baker (Kyle Baker Publishing)
- 2007 Fun Home, por Alison Bechdel (Houghton Mifflin)
- 2008 Satchel Paige: Striking Out Jim Crow, por James Sturm y Rich Tommaso (Center for Cartoon Studies/Hyperion)
- 2009 What It Is, por Lynda Barry (Drawn & Quarterly)

### Mejor Novela Gráfica
- 1988 Watchmen, por Alan Moore y Dave Gibbons (DC)
- 1989 Batman: The Killing Joke, por Alan Moore y Brian Bolland (DC)

### Mejor Novela Gráfica: Nueva
- 1991 Elektra Lives Again, por Frank Miller y Lynn Varley (Marvel)
- 1992 To the Heart of the Storm, por Will Eisner (Kitchen Sink)
- 1993 Signal to Noise, por Neil Gaiman y Dave McKean (VG Graphics/Dark Horse)
- 1994 A Small Killing, por Alan Moore y Oscar Zarate (Dark Horse)
- 1995 Fairy Tales of Oscar Wilde Vol. 2, por P. Craig Russell (NBM)
- 1996 Stuck Rubber Baby, por Howard Cruse (Paradox Press)
- 1997 Fax from Sarajevo, por Joe Kubert (Dark Horse Books)
- 1998 Batman & Superman Adventures: World's Finest, por Paul Dini, Joe Staton, y Terry Beatty (DC)
- 1999 Superman: Peace on Earth, por Paul Dini y Alex Ross (DC)
- 2000 Acme Novelty Library #13, por Chris Ware (Fantagraphics)
- 2001 Safe Area Goražde, por Joe Sacco
- 2002 The Name of the Game, por Will Eisner (DC)
- 2003 One! Hundred! Demons! por Lynda Barry (Sasquatch Books)
- 2004 Blankets, por Craig Thompson (Top Shelf)
- 2005 The Originals, por Dave Gibbons (Vertigo/DC)
- 2006 Top Ten: The Forty-Niners, por Alan Moore y Gene Ha (ABC)
- 2007 American Born Chinese, por Gene Luen Yang (First Second)
- 2008 Exit Wounds, por Rutu Modan (Drawn & Quarterly)
- 2009 Swallow Me Whole, por Nate Powell (Top Shelf)

### Mejor Novela Gráfica: Reimpresión
- 1991 Sandman: The Doll's House por Neil Gaiman y varios artistas (DC)
- 1992 Maus II por Art Spiegelman (Pantheon Books)
- 1993 Sin City por Frank Miller (Dark Horse)
- 1994 Cerebus: Flight por Dave Sim y Gerhard (Aardvark-Vanaheim)
- 1995 Hellboy: Seed of Destruction por Mike Mignola (Dark Horse)
- 1996 The Tale of One Bad Rat por Bryan Talbot (Dark Horse)
- 1997 Stray Bullets: Innocence of Nihilism por David Lapham (El Capitán)
- 1998 Sin City: That Yellow Bastard por Frank Miller (Dark Horse)
- 1999 Batman: The Long Halloween por Jeph Loeb y Tim Sale (DC)
- 2000 From Hell por Alan Moore y Eddie Campbell (Eddie Campbell Comics)
- 2001 Jimmy Corrigan por Chris Ware (Pantheon)
- 2002 Batman: Dark Victory por Jeph Loeb y Tim Sale (DC)
- 2003 Batman: Black and White vol. 2, editado por Mark Chiarello y Nick J. Napolitano (DC)
- 2004 Batman Adventures: Dangerous Dames and Demons, por Paul Dini, Bruce Timm, y otros (DC)
- 2005 Bone One Volume Edition, por Jeff Smith (Cartoon Books)
- 2006 Black Hole, por Charles Burns (Pantheon)
- 2007 Absolute DC: The New Frontier, por Darwyn Cooke (DC)
- 2008 Mouse Guard: Fall 1152, por David Petersen (Archaia)
- 2009 Hellboy Library Edition, vols. 1 and 2, por Mike Mignola (Dark Horse)

### Mejor diseño
- 1993 Sandman: Season of Mists por Neil Gaiman y otros, diseñado por Dave McKean (DC)
- 1994 Marvels, Richard Starkings/Comicraft (Marvel)
- 1995 The Acme Novelty Library, diseñada por Chris Ware (Fantagraphics)
- 1996 The Acme Novelty Library, diseñada por Chris Ware (Fantagraphics)
- 1997 The Acme Novelty Library #7, diseñada por Chris Ware (Fantagraphics)
- 1998 Kingdom Come deluxe slipcover edition, art director Bob Chapman/DC design director Georg Brewer (DC Comics/Graphitti Designs)
- 1999 Batman Animated, diseñada por Chip Kidd (HarperCollins)
- 2000 300, diseñada por Mark Cox (Dark Horse)
- 2001 Jimmy Corrigan, diseñada por Chris Ware (Pantheon)
- 2002 Acme Novelty Library #15, diseñada porby Chris Ware (Fantagraphics)
- 2003 Batman: Nine Lives, diseñada por Amie Brockway-Metcalf (DC)
- 2004 Mythology: The DC Comics Art of Alex Ross, diseñada por Chip Kidd (Pantheon)
- 2005 The Complete Peanuts, diseñada por Seth (Fantagraphics)
- 2006 Ex aequo: Acme Novelty Library Annual Report to Shareholders, diseñada por Chris Ware (Pantheon), y Little Nemo in Slumberland: So Many Splendid Sundays, diseñada por Philippe Ghielmetti (Sunday Press Books)
- 2007 Absolute DC: The New Frontier, diseñada por Darwyn Cooke (DC)
- 2008 Process Recess 2, diseñada por James Jean y Chris Pitzer (AdHouse)
- 2009 Hellboy Library Editions, diseñada por Cary Grazzini y Mike Mignola (Dark Horse)

### Mejor Material de Archivo de Colección/Proyecto
- 1993 Carl Barks Library album series (Gladstone)
- 1994 The Complete Little Nemo in Slumberland por Winsor McCay (Fantagraphics)
- 1995 The Christmas Spirit por Will Eisner (Kitchen Sink)
- 1996 The Complete Crumb Comics Vol. 11 por R. Crumb (Fantagraphics)
- 1997 Tarzán: The Land That Time Forgot and The Pool of Time por Russ Manning (Dark Horse)
- 1998 Jack Kirby's New Gods por Jack Kirby (DC)
- 1999 Plastic Man Archives vol. 1 por Jack Cole (DC)
- 2000 Peanuts: A Golden Celebration (HarperCollins)
- 2001 The Spirit Archives vols. 1 y 2 por Will Eisner (DC)
- 2002 Akira por Katsuhiro Otomo (Dark Horse)
- 2003 Krazy & Ignatz por George Herriman (Fantagraphics)
- 2004 Krazy and Ignatz, 1929–1930, por George Herriman, editado por Bill Blackbeard (Fantagraphics)
- 2005 The Complete Peanuts, editado por Gary Groth (Fantagraphics)

### Mejor Recopilación de Tiras Diarias
- 2006 The Complete Calvin and Hobbes por Bill Watterson (Andrews McMeel)
- 2007 The Complete Peanuts, 1959-1960, 1961-1962, por Charles Schulz (Fantagraphics)
- 2008 Complete Terry and the Pirates, vol. 1, por Milton Caniff (IDW)
- 2009 Little Nemo in Slumberland, Many More Splendid Sundays, por Winsor McCay (Sunday Press Books)

### Mejor Recopilación de Comic-Books
- 2006 Absolute Watchmen por Alan Moore y Dave Gibbons (DC)
- 2007 Absolute Sandman, vol. 1, por Neil Gaiman y otros (Vertigo/DC)
- 2008 I Shall Destroy All the Civilized Planets! por Fletcher Hanks (Fantagraphics)
- 2009 Comic Books: Creepy Archives, por varios (Dark Horse)

### Mejor Publicación de Humor
- 1992 Groo the Wanderer por Mark Evanier y Sergio Aragonés (Marvel/Epic)
- 1993 Bone por Jeff Smith (Cartoon Press)
- 1994 Bone por Jeff Smith (Cartoon Books)
- 1995 Bone por Jeff Smith (Cartoon Books)
- 1996 Milk & Cheese #666 por Evan Dorkin (Slave Labor)
- 1997 Sergio Aragones Destroys DC (DC) y Sergio Aragones Massacres Marvel (Marvel) por Mark Evanier y Sergio Aragonés
- 1998 Gon Swimmin' por Masahi Tanaka (Paradox Press)
- 1999 Sergio Aragones Groo por Sergio Aragonés y Mark Evanier (Dark Horse)
- 2000 Bart Simpson's Treehouse of Horror por Jill Thompson/Oscar González Loyo/Steve Steere Jr., Scott Shaw!/Sergio Aragonés, y Doug TenNapel (Bongo)
- 2001 Sock Monkey, vol. 3 por Tony Millionaire (Dark Horse/Maverick)
- 2002 Radioactive Man por Batton Lash, Abel Laxamana, Dan De Carlo, Mike DeCarlo, y Bob Smith (Bongo)
- 2003 The Amazing Screw-On Head por Mike Mignola (Dark Horse)
- 2004 Formerly Known as the Justice League, por Keith Giffen, J.M. DeMatteis, Kevin Maguire, y Joe Rubinstein (DC)
- 2005 The Goon por Eric Powell.
- 2006 No se entregó
- 2007 Flaming Carrot Comics, por Bob Burden (Desperado/Image)
- 2008 Perry Bible Fellowship: The Trial of Colonel Sweeto and Other Stories, por Nicholas Gurewitch (Dark Horse)
- 2009 Herbie Archives, por "Shane O'Shea" (Richard E. Hughes) y Ogden Whitney (Dark Horse)

### Mejor Edición Estadounidense de Material Extranjero
- 1998 Gon Swimmin'  por Masahi Tanaka (Paradox Press)
- 1999 Star Wars: A New Hope--Manga por Hisao Tamaki (Dark Horse)
- 2000 Blade of the Immortal por Hiroaki Samura (Dark Horse)
- 2001 Lone Wolf and Cub por Kazuo Koike y Goseki Kojima (Dark Horse)
- 2002 Akira por Katsuhiro Otomo (Dark Horse)
- 2003 Dr. Jekyll & Mr. Hyde por Robert Louis Stevenson, adaptada por Jerry Kramsky y Lorenzo Mattotti (NBM)
- 2004 Buddha, vols. 1 y 2, por Osamu Tezuka (Vertical)
- 2005 Buddha, vols. 3–4 por Osamu Tezuka (Vertical)
- 2006 The Rabbi's Cat, por Joann Sfar (Pantheon)
- 2007 The Left Bank Gang, por Jason (Fantagraphics)
- 2008 I Killed Adolf Hitler, por Jason (Fantagraphics)
- 2009 The Last Musketeer, por Jason (Fantagraphics)
- 2019 Brazen: Rebel Ladies Who Rocked the World, por Pénélope Bagieu
- 2021 Remina por Junji Ito[20]

### Mejor Edición Estadounidense de Material Extranjero - Japón / Asia
- 2007 Old Boy, por Garon Tsuchiya y Nobuaki Minegishi (Dark Horse Manga)
- 2008 Tekkonkinkreet: Black & White, por Taiyo Matsumoto (Viz)
- 2009 Japan: Dororo, por Osamu Tezuka (Vertical)
- 2016 Showa 1953-1989: A History of Japan, por Shigeru Mizuki (Drawn & Quarterly)[19]

### Mejor Colección de Historietas
- 1992 Calvin and Hobbes: The Revenge of the Baby-Sat por Bill Watterson (Andrews y McMeel)
- 1993 Calvin and Hobbes: Attack of the Deranged Mutant Killer Monster Snow Goons por Bill Watterson (Andrews y McMeel)

### Mejor Periódico/Publicación Periodística Relacionado con las Tiras Cómicas
- 1992 Comics Buyer's Guide (Krause)
- 1993 Comics Buyer's Guide (Krause Publications)
- 1995 Hero Illustrated (Warrior Publications)
- 1996 The Comics Journal (Fantagraphics)
- 1997 The Comics Journal (Fantagraphics)
- 1998 The Comics Journal (Fantagraphics)
- 1999 The Comics Journal (Fantagraphics)
- 2000 Comic Book Artist (TwoMorrows)
- 2002 Comic Book Artist (TwoMorrows)
- 2004 Comic Book Artist, editado por Jon B. Cooke (Top Shelf)
- 2005 Comic Book Artist, editado porJon B. Cooke (Top Shelf)
- 2006 Comic Book Artist, editado por Jon B. Cooke (Top Shelf)
- 2007 Alter Ego, editado por Roy Thomas (TwoMorrows)
- 2008 Newsarama, producido por Matt Brady y Michael Doran
- 2009 Comic Book Resources, producido por Jonah Weiland

### Mejor Libro Relacionado con las Tiras Cómicas
- 1992 From "Aargh!" to "Zap!": Harvey Kurtzman's Visual History of the Comics, editado por Howard Zimmerman (Prentice Hall Press)
- 1994 Understanding Comics, por Scott McCloud (Kitchen Sink)
- 1996 Alex Toth, editado por Manuel Auad (Kitchen Sink)
- 1997 Graphic Storytelling por Will Eisner (Poorhouse Press)
- 1998 The R. Crumb Coffee Table Art Book, editado por Pete Poplaski (Kitchen Sink)
- 1999 Batman: Animated, por Paul Dini y Chip Kidd (HarperCollins)
- 2000 The Sandman: The Dream Hunters, por Neil Gaiman y Yoshitaka Amano (DC/Vertigo)
- 2001 Wonder Woman: The Complete History, por Les Daniels, ediatdo por Steve Korte (Chronicle Books)
- 2002 Peanuts: The Art of Charles M. Schulz, editado por Chip Kidd (Pantheon)
- 2004 The Art of Hellboy, por Mike Mignola (Dark Horse)
- 2005 Men of Tomorrow: Geeks, Gangsters, and the Birth of the Comic Book, por Gerard Jones (Basic Books)
- 2006 Eisner/Miller, editado por Charles Brownstein y Diana Schutz (Dark Horse Books)
- 2007 The Art of Brian Bolland, editado por Joe Pruett (Desperado/Image)
- 2008 Reading Comics: How Graphic Novels Work and What They Mean, por Douglas Wolk (Da Capo Press)
- 2009 Kirby: King of Comics, por Mark Evanier (Abrams)

### Mejor Publicación Relacionada con las Tiras Cómicas (Periódico o Libro)
- 2003 B. Krigstein, vol. 1, por Greg Sadowski (Fantagraphics)

### Mejor Producto/Artículo Relacionado con las tiras cómicas
- 1992 Sandman statue, por Randy Bowen (DC)
- 1994 Death Statue, por Chris Bachalo, et al. (DC)
- 1995 Sandman Arabian Nights statue, diseñado por P. Craig Russell y esculpido por Randy Bowen (DC/Graphitti Designs)
- 1996 Comic strip stamps (U.S. Postal Service)
- 1997 Hellboy bust, Randy Bowen (Bowen Designs)
- 1998 Acme Novelty Library display stand, diseñado por Chris Ware (Fantagraphics)
- 1999 Sandman Pocketwatch, diseñado por Kris Ruotolo (DC/Vertigo)
- 2000 Lunch boxes: Milk & Cheese, Sin City, Bettie Page, Hellboy, Groo (Dark Horse)
- 2002 Dark Horse classic comic characters statuettes, esculpido por Yoe Studio (Dark Horse)

### Mejor Escultura Relacionada con las tiras cómicas
- 1999 Hellboy statue, esculpida por Randy Bowen, producida por Bowen Designs

## Premios Especiales

### Salón de la fama de los Premios Will Eisner
- 1987 Carl Barks, Will Eisner, Jack Kirby
- 1988 Milton Caniff
- 1989 Harvey Kurtzman
- 1991 Robert Crumb, Alex Toth
- 1992 Joe Shuster, Jerry Siegel
- 1992 Wally Wood
- 1993 C. C. Beck, William Gaines
- 1994 Steve Ditko, Stan Lee
- 1995 Frank Frazetta, Walt Kelly
- 1996 Hal Foster, Bob Kane
- 1996 Winsor McCay, Alex Raymond
- 1997 Gil Kane, Charles M. Schulz, Julius Schwartz, Curt Swan
- 1998 Neal Adams, Jean Giraud (aka Moebius), Archie Goodwin, Joe Kubert
- 1999 Jack Cole, L. B. Cole, Bill Finger, Gardner Fox, Mac Raboy, Alex Schomburg, Murphy Anderson, Joe Simon, Art Spiegelman, Dick Sprang
- 2000 Bill Everett, Sheldon Mayer, George Herriman, Carmine Infantino, Al Williamson, Basil Wolverton
- 2001 Dale Messick, Roy Crane, Chester Gould, Frank King, E.C. Segar, Marie Severin
- 2002 Charles Biro, Osamu Tezuka, Sergio Aragonés, John Buscema, Dan De Carlo, John Romita, Sr.
- 2003 Hergé, Bernard Krigstein, Jack Davis, Will Elder, Al Feldstein, John Severin
- 2004 Otto Binder, John Stanley, Kazuo Koike, Goseki Kojima, Al Capp, Jules Feiffer, Don Martin, Jerry Robinson
- 2005 Lou Fine, René Goscinny y Albert Uderzo, Johnny Craig, Hugo Pratt, Nick Cardy, Gene Colan
- 2006 Floyd Gottfredson, William Moulton Marston, Vaughn Bodé, Ramona Fradon, Russ Manning, Jim Steranko[6]
- 2007 Robert Kanigher, Ogden Whitney, Ross Andru, Mike Esposito, Dick Ayers, Wayne Boring, Joe Orlando[7]
- 2008 R. F. Outcault, Malcolm Wheeler-Nicholson, John Broome, Arnold Drake, Len Wein, Barry Windsor-Smith[8]
- 2009 Harold Gray, Graham Ingels, Matt Baker, Reed Crandall, Russ Heath y Jerry Iger[9]
- 2018 Jackie Ormes.[21]